# 瓦尔扎河
瓦尔扎河（俄语：Река Вальза）是萨哈林州的河流，源起斯米尔内赫区境内，长50公里，流域面积345平方公里，在距河口273公里处特莫夫斯科耶区内注入波罗奈河。

## 引用
1. ↑  М·Г·瓦西科夫斯基. . 列宁格勒: 气象出版社. 1973 （俄语）.
2. ↑  . Verumwiki.   [2024-01-03]. （原始内容存档于2024-01-03） （俄语）.